# Lasiopodomys mandarinus
Lasiopodomys mandarinus is een zoogdier uit de familie van de Cricetidae. De wetenschappelijke naam van de soort werd voor het eerst geldig gepubliceerd door Milne-Edwards in 1871.